# Julie Burchill
Julie Burchill (ur. 3 lipca 1959 roku w Bristolu) – angielska dziennikarka i pisarka.
Pochodzi z rodziny robotniczej, ma średnie wykształcenie. W wieku 17 lat zaczęła pisać do New Musical Express o powstającym właśnie ruchu punkowym (m.in. Sex Pistols). Kilkakrotnie zamężna, miała także romans z kobietą.
Od dawna pisze dla The Times, mieszkając w Brighton. Poszerzyła interesującą ją tematykę o politykę, modę, życie społeczeństwa. Uznawana za dziennikarkę lewicową (w latach 1998–2003 pisała dla The Guardian, pozytywnie wyrażała się o Związku Radzieckim), jednak poparła na przykład wojnę o Falklandy i ogólnie Margaret Thatcher. Popiera Izrael, a jest wroga islamowi. Poprzez ataki na różne gwiazdy, na mężczyzn jako płeć, na Unię Europejską, a zwłaszcza muzułmanów wyrobiła sobie markę dziennikarki kontrowersyjnej.
Napisała także ponad 10 książek, w tym bestseller Ambition (1989, wyd. polskie Ambicja, 1991, Almaprint, Katowice). Powieść Ambicja opowiada barwnie i ostro o dziennikarce muzycznej wspinającej się za wszelką cenę po szczeblach kariery.